# Lost: Via Domus
Lost: Via Domus è un videogioco action-adventure del 2008, sviluppato e pubblicato da Ubisoft per PlayStation 3, Xbox 360 e Microsoft Windows. È ispirato alla serie televisiva statunitense Lost.

## Trama
Il volo Oceanic 815, partito da Sydney e diretto a Los Angeles, precipita su un'isola apparentemente disabitata dopo essersi spezzato in due in aria; allo schianto sopravvivono soltanto 48 persone.
Il protagonista del gioco, Eliott Maslow (personaggio non appartenente alla serie televisiva), ha perso la memoria in seguito all'incidente e dovrà recuperarla progredendo nell'avventura.

## Modalità di gioco

### Indovinelli
Si hanno a disposizione tre tipi di fusibili: Fusibili curvi (A due vie con entrate a 90°; occupa 5 VOLT), fusibili a tre vie (Laterali e verticali ; Occupa 15 VOLT) e fusibili a croce (comprende quattro entrate su quattro). Lo scopo dell'indovinello è quello di distribuire una tensione sufficiente nelle uscite di corrente, utilizzando i fusibili. La seconda categoria di indovinelli sono basati sui rompicapo a risposte, quando bisogna utilizzare i computer, il più delle volte verranno proposti dei quiz QI (Quoziente intellettivo) di tre domande, verranno poste domande come la composizione dell'alfabeto (Esempio: b - d - ? - i) o la stessa cosa con i numeri, a mano a mano che il gioco avanza la difficoltà aumenta.

### Flashback
I flashback servono per vivere dei momenti di Eliott con lo scopo di ricordare gli eventi. Per ricordare gli eventi all'inizio vengono mostrate dei pezzi di foto della scena da scattare con la macchina fotografica di Eliott bisogna cercare di scattare una foto precisa della scena, regolando il fuoco e lo zoom. Se lo scatto va a vuoto bisogna rivedere la scena finché non si riesce a scattare la foto giusta.

### Sparatorie
Le sparatorie su Lost: Via Domus non sono molte, ma sono indispensabili per la conclusione del gioco. Anche altri personaggi usano armi da fuoco, per raggiungere alcuni obiettivi ci sarà un uomo che cerca una foto della fotocamera e cercherà di fermare il personaggio sparandogli con un fucile da cecchino.

### Orientamento
L'orientamento nel gioco è una cosa molto importante: Nel corso della storia bisogna seguire una pista fra rottami, cartelli e bandiere. Esaminando gli oggetti circostanti, è possibile capire dove andare (nei cartelli è obbligatoria la bussola). Se ci si disorienta e si finisce nelle zone dove non si deve andare lo schermo diventerà grigio e il protagonista dirà frasi tipo "Forse è meglio ricominciare", a quel punto si può scegliere se riavviare il percorso (facendolo però si perdono tutti gli oggetti raccolti nella giungla attuale) o se ritrovare il percorso partendo da dove ci si è fermati. Molte volte, per ricevere le informazioni per l'orientamento, c'è bisogno di interrogare i sopravvissuti (tra cui John Loke e Jack), i loro discorsi sono molto importanti, sia per avere una strada da seguire sia per sbloccare i flashback.

### Baratti
Durante l'avventura, a terra si trovano alcuni oggetti (noci di cocco, papaie, bottiglie d'acqua, ecc.) che possono essere usati come una moneta corrente, ogni oggetto ha un valore specifico (per esempio, una bottiglia d'acqua = 5$). La sezione dei baratti serve per scambiare cose inutili con gli altri superstiti per ottenere oggetti utili per l'avventura come le torce o le pistole. L'inventario è limitato, infatti, si può portare una categoria di oggetti per una quantità limitata prima di utilizzare un altro spazio dell'inventario, questo costringe a portare con sé soprattutto cose di maggiore valore come il cibo in scatola o le birre. Mentre gli oggetti importanti come la bussola, la scatola dei fusibili e gli altri oggetti sotto una barra posizionata in basso dell'inventario non sono né vendibili né separabili (per il fatto che gli oggetti si possono buttare).

### Altre modalità di gioco
Oltre alla modalità di avventura in terza persona utilizzabile per l'80% del gioco, su LOST Via Domus sarà possibile usare la visuale della macchina fotografica per fotografare oggetti, scritte varie per completare il gioco al 100%. Dopo aver scattato la foto nei flashback c'è la possibilità di movimento per rintracciare gli "Oggetti dei ricordi" (piccoli oggetti che si trovano sui ricordi): in ogni flashback ne sono presenti 3. L'ultima modalità di gioco è lo scorrimento, consiste nel muovere il personaggio in avanti, questo lo farà correre, durante questo percorso si presenteranno degli ostacoli che voi bisogna saltare o a cui si deve passare sotto, se si cade a terra si perderà tempo e sarà difficile continuare il gioco: si presenta dopo 3/4 del gioco e alla fine. Nel primo caso il fumo nero inseguirà il personaggio, che dovrà scappare nella giungla, alla fine del gioco questa modalità serve a raggiungere la nave prima che gli altri la facciano esplodere.